# PGC 3035
LEDA/PGC 3035 ist eine Spiralgalaxie vom Hubble-Typ Sm im Sternbild Walfisch südlich der Ekliptik. Sie ist schätzungsweise 563 Millionen Lichtjahre von der Milchstraße entfernt und hat einen Durchmesser von etwa 65.000 Lichtjahren. 
Das Objekt ist auch als IC 56A bekannt, da gewisse Ähnlichkeiten mit der optisch relativ nahe gelegenen Galaxie IC 56 bestehen.

Im selben Himmelsareal befinden sich u. a. die Galaxien NGC 283, NGC 284, NGC 285, NGC 286.